# Turbowechselrichter

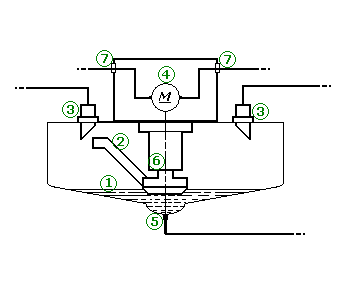
Schematische Zeichnung eines Turbowechselrichters

Der Turbowechselrichter (Abkürzung: TWR) ist eine heute nicht mehr gebräuchliche Form des Wechselrichters. Er besteht aus einem geschlossenen, mit Schutzgas gefüllten Gehäuse, in dem sich ein Motor befindet, der eine Pumpe für den Antrieb eines umlaufenden Quecksilberstrahles antreibt. Der Quecksilberstrahl steht mit dem Laststromkreis in Verbindung. Während eines Umlaufs überstreicht er mindestens einen Schaltkontakt und erzeugt somit einen pulsierenden Gleichstrom. Dieser pulsierende Gleichstrom wird einem Transformator zugeführt. Auf der Sekundärseite des Transformators wird bei jedem Ein- und Ausschalten ein positiver oder negativer Spannungspuls, somit also eine Wechselspannung, erzeugt.
1950 durch AEG entwickelt, wurden Turbo-Wechselrichter unter anderem in Eisenbahnwaggons zur Stromversorgung von Leuchtstofflampen aus dem Bordakkumulator eingesetzt. Sie hatten eine höhere Lebensdauer als Zerhacker, eine weitere frühe Form des Wechselrichters mit stark verschleißenden mechanischen Kontakten. Ab Mitte der 1960er Jahre wurden sie durch elektronische Wechselrichter verdrängt.